# Pentros
Los Pentros (Griego: Πέντροι) eran una tribu de los Samnitas, aparentemente una de los subgrupos más importantes de este pueblo itálico. 

## Localización
Su capital era Bovianum, en el corazón del territorio samnita, con lo que es probable que ocuparan la totalidad del distrito escarpado y montañoso que se extiende desde las fronteras del Lacio al mar Adriático. Es imposible determinar los límites exactos de su territorio, o cómo separar su historia del resto de tribus samnitas. 

## Historia
Es posible, ciertamente, que, a lo largo de las largas guerras samnitas con Roma, los pentros ejercieran el liderazgo de las tribus, y siempre tomaran parte en la guerra, sean mencionados explícitamente o no. La única ocasión en que se advierte un comportamiento independiente del resto de sus afines es durante la segunda guerra púnica. Livio dice que todos los samnitas, exceptuando a los Petri, se mostraron favorables a la alianza con Aníbal tras la batalla de Cannas (216 a. C.).
Esta es la última ocasión en que son mencionados por historiadores clásicos. Toda traza de distinción entre ellos y el resto de samnitas se ha perdido en consecuencia, y su nombre ni siquiera es mencionado por Plinio el Viejo o Estrabón.